# Masai Russell
Masai Russell (Washington, 17 giugno 2000) è un'ostacolista statunitense, campionessa olimpica dei 100 metri ostacoli a Parigi 2024.

## Palmarès
| Anno | Manifestazione              | Sede     | Evento   | Risultato | Prestazione | Note |
| ---- | --------------------------- | -------- | -------- | --------- | ----------- | ---- |
| 2017 | Campionati panamericani U20 | Trujillo | 400 m hs | Bronzo    | 57"55       |      |
| 2019 | Campionati panamericani U20 | San José | 400 m hs | Argento   | 56"29       |      |
| 2024 | Mondiali indoor             | Glasgow  | 60 m hs  | 4ª        | 7"81        |      |
| 2024 | Giochi olimpici             | Parigi   | 100 m hs | Oro       | 12"33       |      |

## Campionati nazionali
2024
- Oro ai campionati statunitensi assoluti, 100 m ostacoli - 12"25